# Abbaye Santa Maria di Casanova
Il existe une autre abbaye de Casanova, située pour sa part dans le Piémont
L'abbaye Santa Maria di Casanova est une ancienne abbaye cistercienne située en Italie, dans la commune de Villa Celiera (Abruzzes, province de Pescara).

## Histoire
L'abbaye fut le premier établissement cistercien en Abruzzes, fondée en 1191 dans le diocèse de Penne par la comtesse Margherita di Loreto Aprutino, comme filiation de l'abbaye des Trois Fontaines de Rome.
Avec les pouvoirs accordés par pape Innocent III, pape Honorius III, pape Grégoire IX et pape Alexandre IV, l'influence de l'abbaye s'étendit également hors des Abruzzes, avec les filiations de l'abbaye de Ripalta près de San Severo en 1201, San Pastore près de Greccio, dans la province de Rieti en 1218, Santo Spirito d'Ocre en 1248, Santa Maria delle Tremiti en 1237 et San Bartolomeo a Carpineto della Nora en 1258.
Au siècle suivant, cependant, l'abbaye commença un lent déclin, passant des cinq cents moines du XIIIe siècle aux neuf du XVIIe. Vers 1330, l'abbaye fut assignée en commende à l'évêque de Viterbe, en 1343 le sanctuaire de Tremiti fut abandonné, en 1368 elle fut confiée aux Célestins, en 1586 elle fut donnée en commende à Federico Borromeo, qui y resta jusqu'en 1631, transférant à la Bibliothèque Ambrosienne les célèbres manuscrits illuminés de l'abbé Erimondo.
L'abbaye fut abandonnée en 1807 lors de la suppression des ordres religieux par Joseph Bonaparte. À cette époque, et jusqu'en 1914, année de la création de la commune de Villa Celiera, l'abbaye faisait partie de la commune originelle de Civitella Casanova, à laquelle elle doit d'ailleurs son nom.

## L'abbaye
De l'abbaye, il ne reste que des ruines, faisant l'objet d'interventions partielles de restauration.
En particulier, la tour de défense en pierre, à base carrée, a été partiellement restaurée. Des traces du cloître avec le puits central et de la salle capitulaire subsistent. De l'église, il reste une partie de la façade et des murs périmétriques.

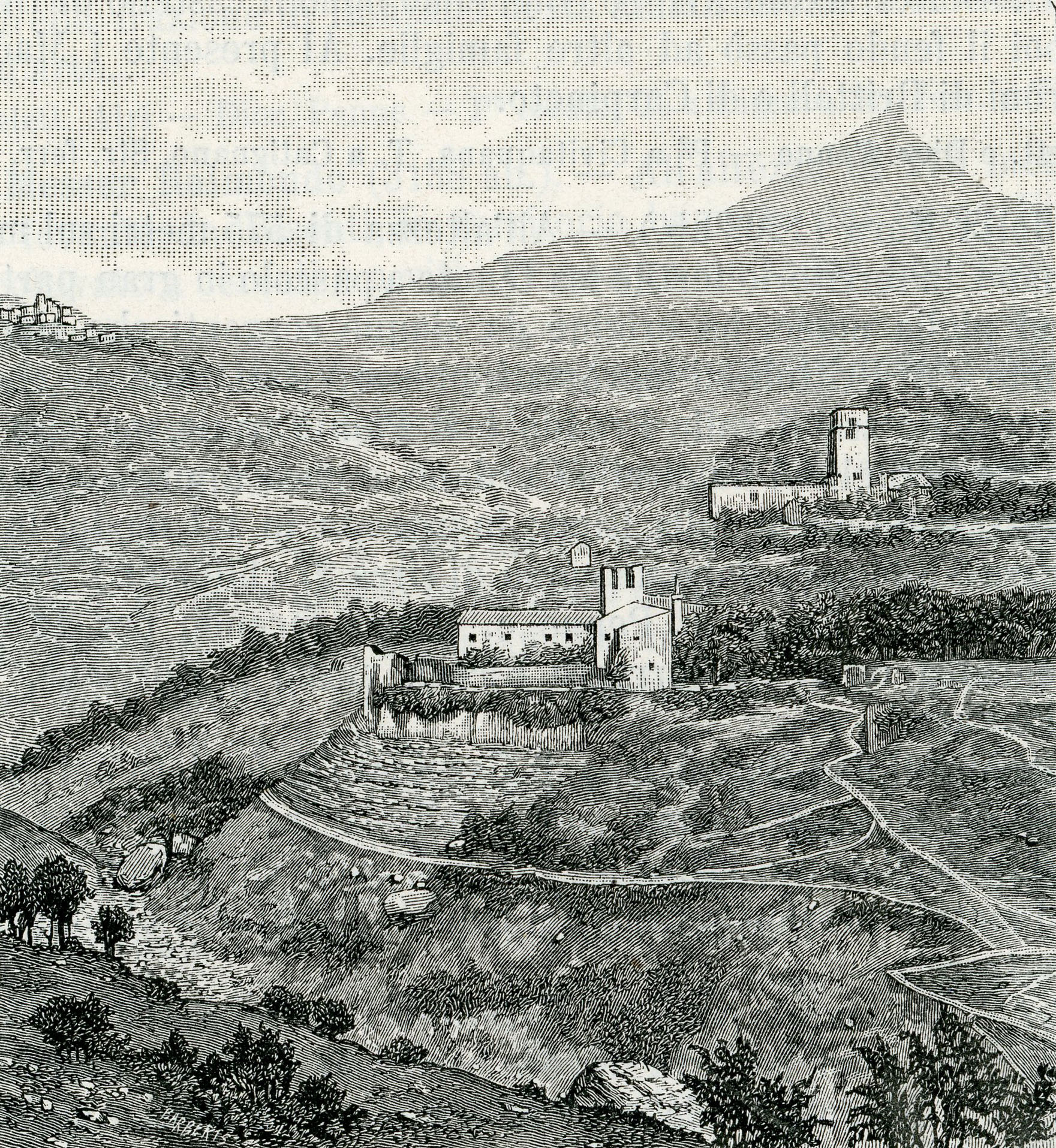
Gravure sur bois de 1898.
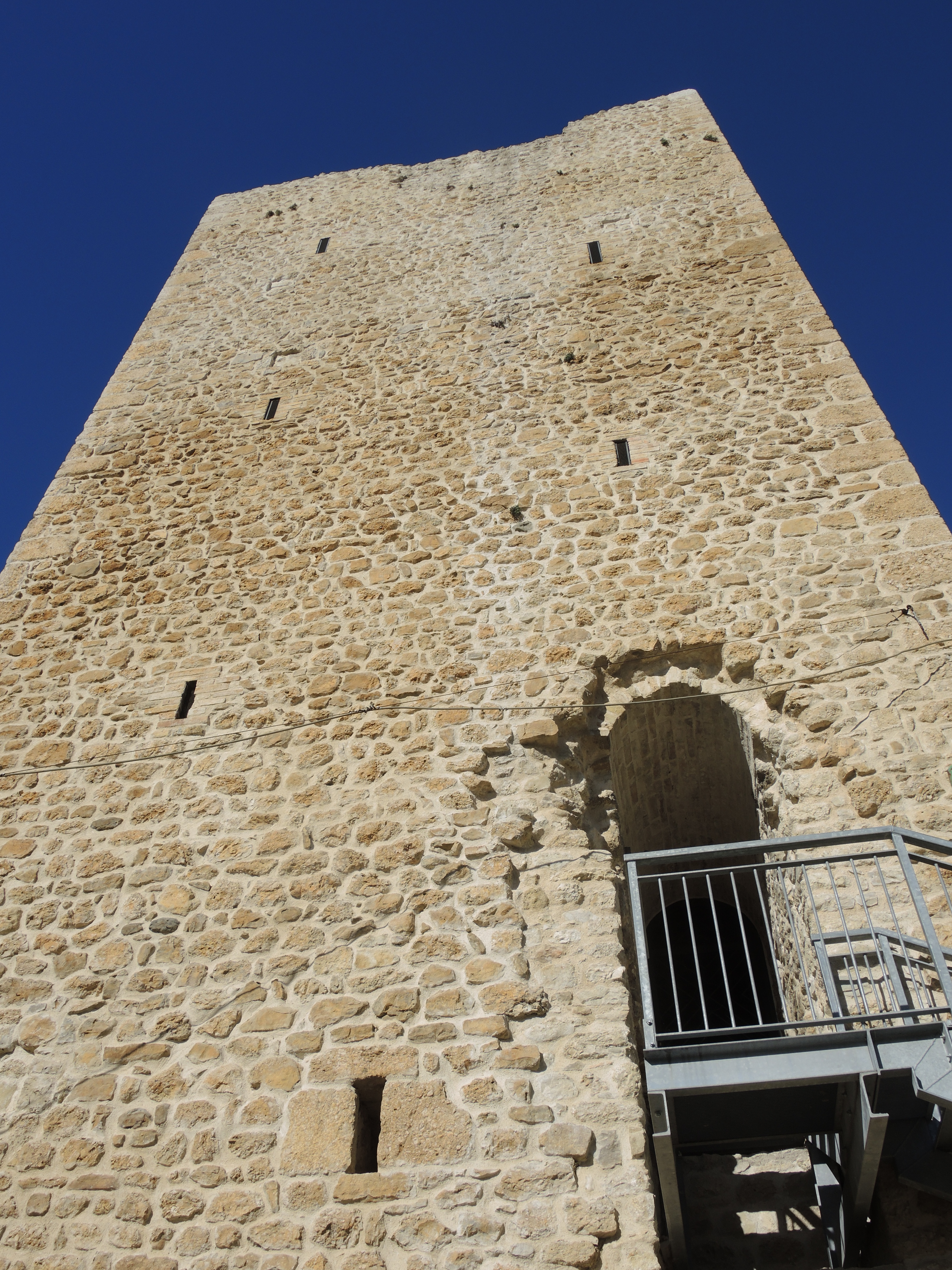
Accès.
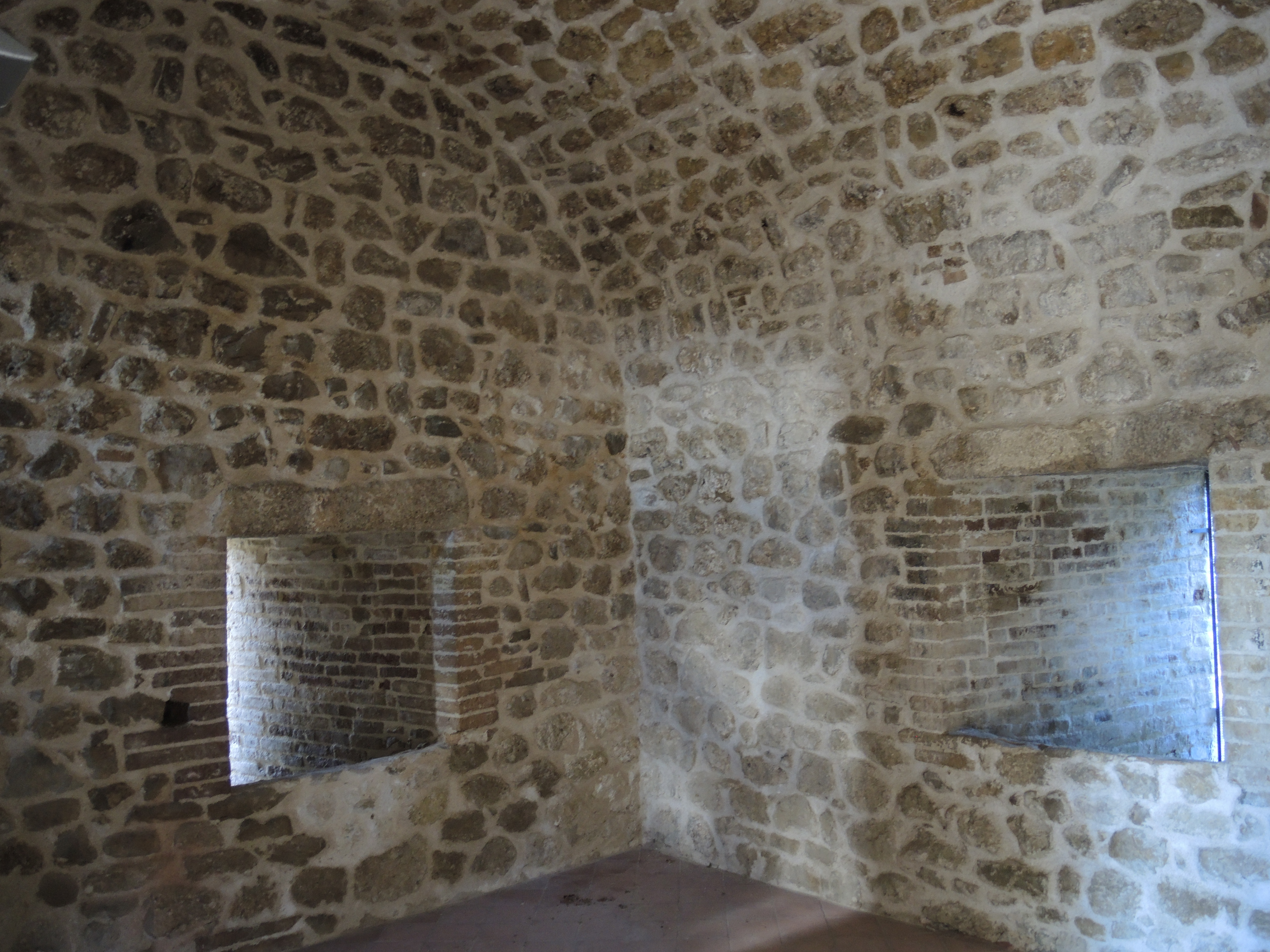
Intérieur.